# 福尔拉什库特
福尔拉什库特，是匈牙利琼格拉德州所辖的一个村。总面积36.67平方公里，总人口2350，人口密度64.1人/平方公里（2011年1月1日）。